# 우리는 파키스탄인
《우리는 파키스탄인》(East Is East)은 영국에서 제작된 데미엔 오도넬 감독의 1999년 영화이다. 옴 푸리 등이 주연으로 출연하였고 레슬리 우드윈 등이 제작에 참여하였다.

## 출연

### 주연
- 옴 푸리
- 린다 바셋

### 조연
- 아치 판자비
- 에밀 마와
- 지미 미스트리
- 라지 제임스
- 이안 애스피넬
- 레슬리 니콜
- 존 바든
- 루스 존스

## 기타
- 미술: 톰 콘로이
- 의상: 로나 마리 무건
- 배역: 조엔 맥칸
- 배역: 토비 웨일